# Ghermănești (gmina Drânceni)
Ghermănești – wieś w Rumunii, w okręgu Vaslui, w gminie Drânceni. W 2011 roku liczyła 1753 mieszkańców.